# Jack Campbell (giocatore di football americano)
Jack Campbell (Cedar Falls, 22 agosto 2000) è un giocatore di football americano statunitense che milita nel ruolo di linebacker per i Detroit Lions della National Football League (NFL).

## Carriera universitaria
Campbell al college giocò a football ad Iowa dal 2019 al 2022. Nella sua prima stagione disputò 11 partite con 5 tackle. Nel 2020 disputò 5 partite, con 29 placcaggi, un sack e un intercetto. Tornò come titolare nel 2021, mettendo a segno 140 tackle, 2 intercetti, un sack e un touchdown. A fine anno fu inserito nella formazione ideale della Big Ten Conference, guidando una delle migliori difese della nazione.
Nel 2022 Campbell guidò ancora una difesa di alto livello ad Iowa che si classificò prima a livello nazionale per yard medie a giocata concesse e tra le prime cinque in difesa totale. La sua annata si chiuse con 118 tackle, secondo nella Big Ten e tredicesimo a livello nazionale, con due intercetti, un fumble forzato e uno recuperato. Contro Minnesota forzò un fumble ed ebbe un lungo ritorno di intercetto, entrambi nel quarto periodo, dando di fatto la vittoria ad Iowa. A fine anno fu premiato con il Butkus Award come miglior linebacker nel college football. Inoltre fu premiato unanimemente come All-American.

## Carriera professionistica
Campbell fu scelto nel corso del primo giro (diciottesimo assoluto) del Draft NFL 2023 dai Detroit Lions. Debuttò come professionista subentrando nella gara del primo turno vinta contro i Kansas City Chiefs campioni in carica in cui mise a segno 2 placcaggi. Nel terzo turno disputò la prima gara come titolare contro gli Atlanta Falcons facendo registrare il suo primo sack su Desmond Ridder. La sua prima stagione si chiuse con 95 placcaggi, 2 sack e un passaggio deviato disputando tutte le 17 partite, di cui 12 come titolare, venendo inserito nella formazione ideale dei rookie dalla Pro Football Writers of America. I Lions vinsero il loro primo titolo di division dopo trent'anni.

## Palmarès
- PFWA All-Rookie Team - 2023